# Cottbus Hauptbahnhof
Cottbus Hauptbahnhof (niedersorbisch Chóśebuz głowne dwórnišćo; bis 9. Dezember 2018 Cottbus) ist der größte Personenbahnhof im Land Brandenburg. Er liegt südlich der Cottbuser Innenstadt und wird täglich von rund 12.000 Reisenden, in Spitzenzeiten sogar von bis zu 30.000 Reisenden genutzt.

## Geschichte

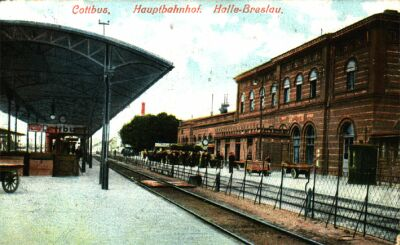
Altes Empfangsgebäude in Insellage auf historischer Postkarte. Blick von den Bahnsteigen

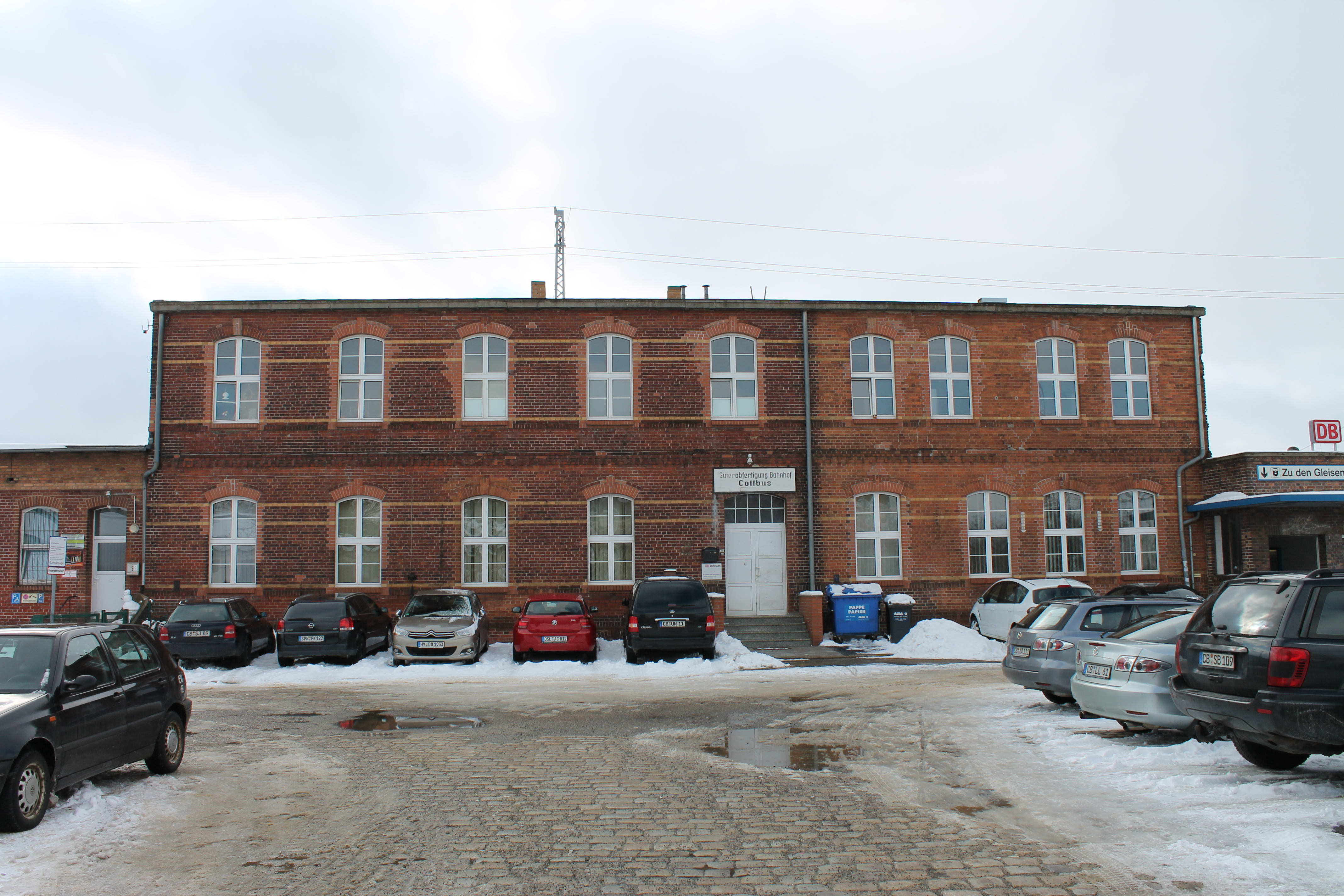
Ehemalige Güterabfertigung

Der Bahnhof Cottbus ging am 13. September 1866 mit der Eröffnung der Bahnstrecke aus Berlin in Betrieb. 1867 wurde diese bis Görlitz verlängert. 1870 wurde das Empfangsgebäude eingeweiht; durch seine Lage zwischen den Gleisen entstand ein Inselbahnhof. In den folgenden Jahren wurden weitere Bahnstrecken in der Region gebaut. Für die Großenhain–Cottbuser Eisenbahn wurde 1873 der Großenhainer Bahnhof, nördlich des Berliner Bahnhofs, gebaut. 1880 wurde dieser Bahnhof wieder geschlossen und die Züge vom Berliner Bahnhof abgefertigt. Das Empfangsgebäude des Großenhainer Bahnhofs existiert noch und dient der Bahnverwaltung.

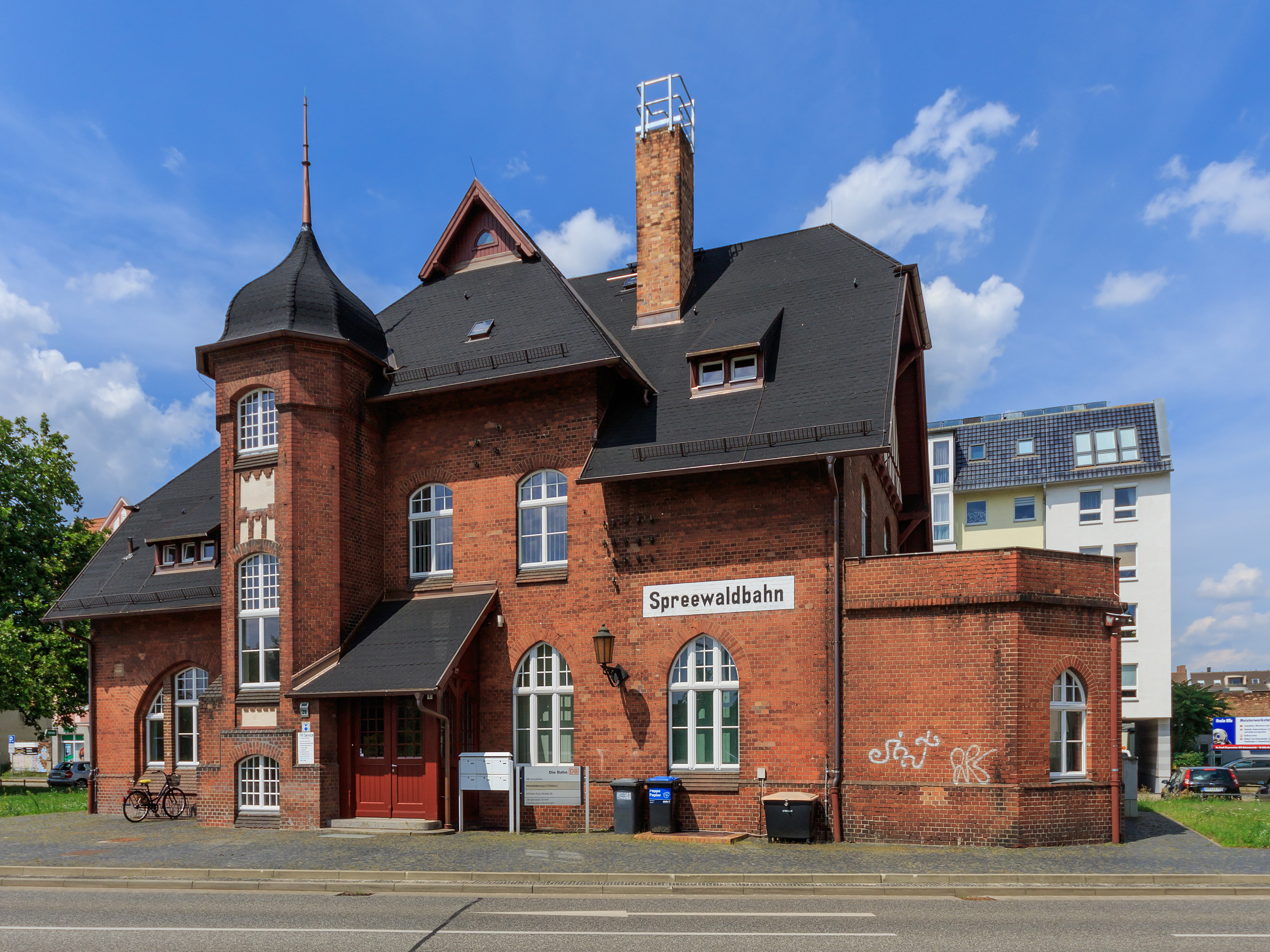
Spreewaldbahnhof

1886 wurden die Bahnsteige durch einen Tunnel verbunden. Im Norden des Bahnhofes entstanden Güterverkehrsanlagen. 1899 baute die Spreewaldbahn ihren Endbahnhof mit Anschluss an den Staatsbahnhof nördlich der Anlagen. Die letzten Reste dieses Betriebes wurden 1983 abgebaut, das Empfangsgebäude blieb erhalten.
Bereits 1927 gab es Planungen, wegen der beengten Situation das Empfangsgebäude in Insellage durch ein neues Gebäude auf der Südseite der Gleise abzulösen. Diese wurden jedoch wegen der Weltwirtschaftskrise nicht verwirklicht.

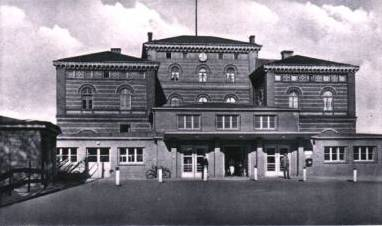
Altes Bahnhofsgebäude vor dem Zweiten Weltkrieg

Im Februar 1945 wurden das Empfangsgebäude und weitere Teile des Bahnhofes bei einem Luftangriff zerstört. Nach dem Krieg mussten deswegen anstelle der zerstörten Gebäude Baracken für die Reisendenabfertigung gebaut werden. Dieses Provisorium hielt sich eine lange Zeit, erwies sich jedoch mehr und mehr als ungenügend. Ende der 1960er Jahre gab es deswegen erneute Planungen für den Bau eines Empfangsgebäudes auf der Südseite. 1970 begannen die ersten Bauvorbereitungen. Da Cottbus insbesondere für den Güterverkehr nicht zuletzt wegen des umfangreichen Braunkohleabbaus in der Region ein wichtiger Eisenbahnknoten war, mussten vor dem Bau umfangreiche Vorbereitungen getroffen werden. Dazu gehörte der zweigleisige Ausbau mehrerer Strecken im Bereich Cottbus, um den Knoten zu entlasten. Ein zusätzlicher Bahnsteig wurde gebaut. 1974 begannen die Arbeiten für den neuen Bahnsteigtunnel. Nach vierjähriger Bauzeit ging am 5. Oktober 1978 schließlich das neue Empfangsgebäude in Betrieb.

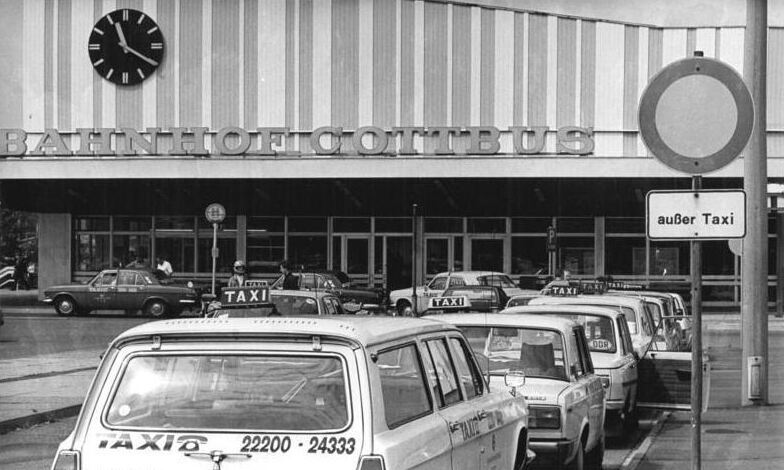
Bahnhof Cottbus, Empfangsgebäude von Osten (1990)

Am 30. September 1989 wurde der elektrische Betrieb auf der Strecke Lübbenau–Cottbus und damit im Bahnhof Cottbus aufgenommen. Am 16. Dezember desselben Jahres folgte die Strecke aus Richtung Finsterwalde, 1990 die Strecken in Richtung Senftenberg und Guben (siehe Chronik der Streckenelektrifizierung der Deutschen Reichsbahn im Gebiet der DDR). Anlässlich der Bundesgartenschau des Jahres 1995 in Cottbus wurde das Empfangsgebäude 1995 umfassend saniert und ausgebaut. Am 7. Dezember 2002 wurde ein ICE 2 (Baureihe 402) von der damaligen Oberbürgermeisterin Karin Rätzel im Bahnhof Cottbus auf den Namen Cottbus/Chóśebuz getauft.
Ende November 2010 ging ein neues elektronisches Stellwerk in Betrieb. Dieses ersetzte dreizehn alte Stellwerke und steuert alle Signale, Weichen und Bahnübergänge im Bereich des Cottbuser Bahnhofes von der Betriebszentrale in Berlin-Pankow aus. Während der Inbetriebnahme der rund 50 Millionen Euro teuren Anlage musste der Bahnhof für ein komplettes Wochenende gesperrt werden.
2016 begannen umfangreiche Arbeiten zum Umbau des Bahnhofs und seines Umfelds. Dabei wurden die Bahnsteige erneuert und beide Vorplätze im Norden und Süden des Bahnhofs neu gestaltet. Die Straßenbahnen bekommen dabei eine neue Gleisführung. Neben dem Empfangsgebäude entsteht ein neues ÖPNV-Terminal zum Umstieg auf Straßenbahnen und Busse. Am 21. November 2018 ging die Verlängerung des Tunnels vom Empfangsgebäude zu den nördlichen Bahnsteigen und auf die Nordseite der Bahnanlagen in Betrieb.
Seit dem 10. Dezember 2018 trägt der Bahnhof offiziell den Namen Cottbus Hauptbahnhof. 2021 wurde er vom Bündnis Allianz pro Schiene als Bahnhof des Jahres ausgezeichnet.

## Anlagen

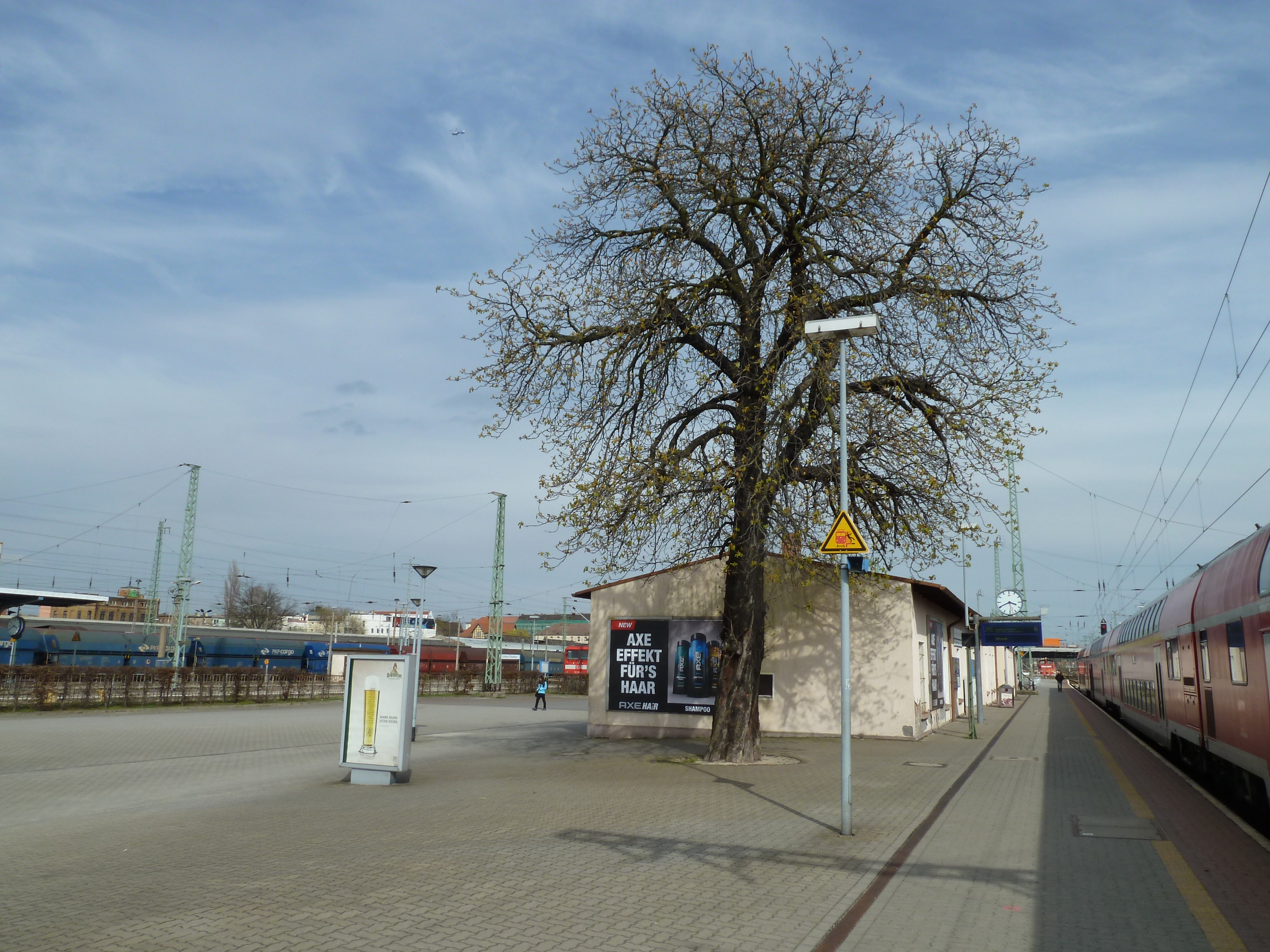
Mittelinsel

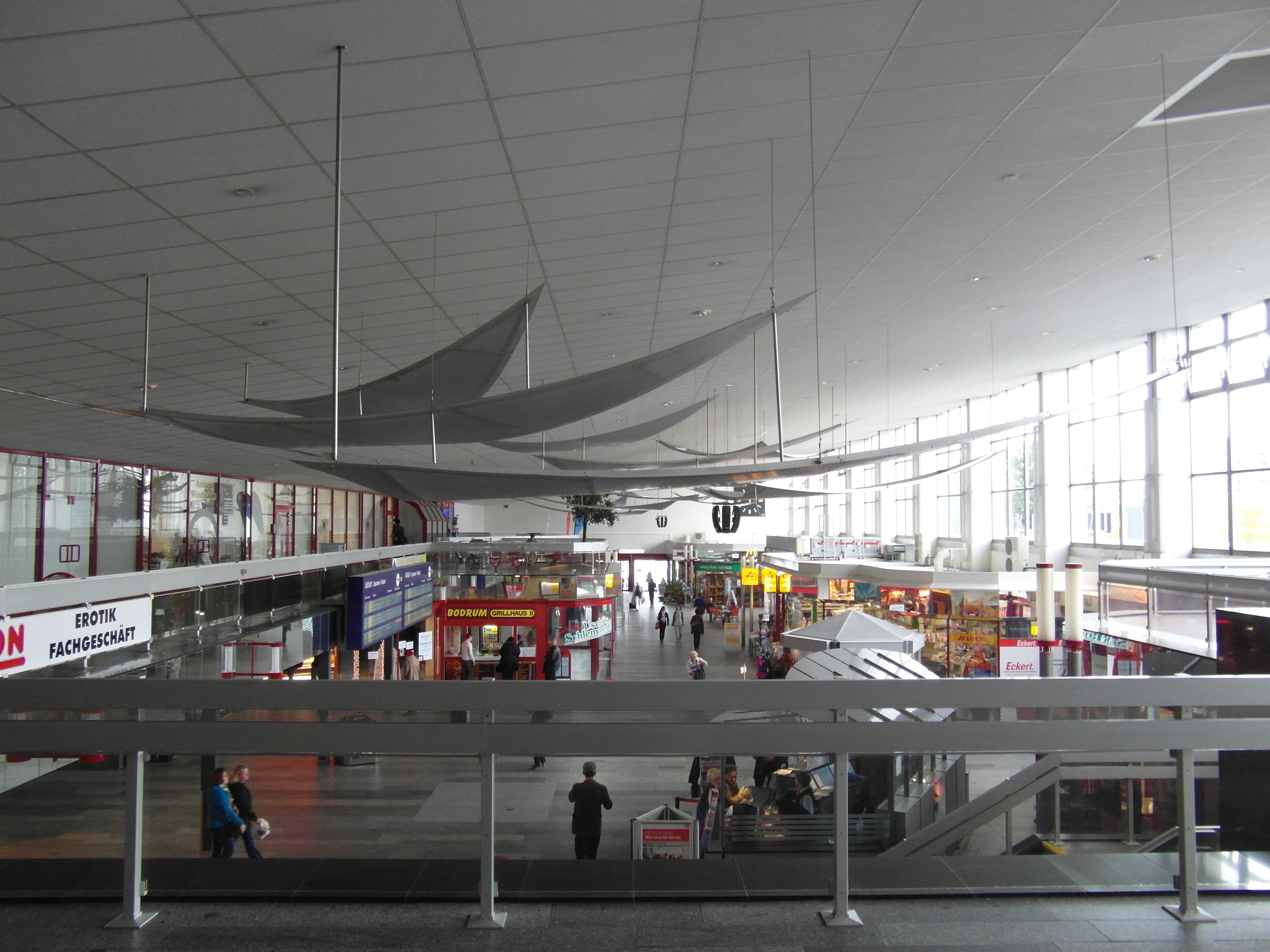
Bahnhofshalle

Der Bahnhof liegt südlich der Innenstadt in Ost-West-Lage. Die ursprüngliche Anlage des Bahnhofes als Inselbahnhof kann man noch gut an der großen Freifläche zwischen den Gleisen erkennen. Auf dieser Mittelinsel sind einige Nebenbauten des nach dem Krieg entstandenen provisorischen Bahnhofsgebäudes erhalten geblieben. Ursprünglich war der Bahnhof von der Bahnhofstraße aus zu erreichen, die im Osten des Bahnhofes auf einer Brücke über die Gleise verläuft. Heute gibt es von der Brücke keine Verbindung mehr.
An der Mittelinsel gibt es zu beiden Seiten Bahnsteige an Durchfahrtsgleisen und einige Kopfgleise. Das Empfangsgebäude im Stil der 1970er Jahre liegt auf der Südseite der Gleise und damit entgegen der üblichen Gepflogenheiten auf der dem Stadtzentrum abgewandten Seite der Bahnanlagen. Beim Umbau wurde davor ein neuer Hausbahnsteig angelegt. Zwischen Empfangsgebäude und Mittelinsel liegen zwei Inselbahnsteige, nördlich davon ein weiterer.
Der ursprüngliche Bahnhofstunnel, oft Spreewaldtunnel genannt, verband die Bahnsteige und die Mittelinsel mit dem Nordausgang. Er trägt seinen Namen nach dem vor dem Ausgang gelegenen Spreewaldbahnhof, Anfangspunkt der 1970 stillgelegten schmalspurigen Spreewaldbahn. Mit dem Umbau des Bahnhofs um 1980 entstand ein zweiter Tunnel, etwa 100 Meter weiter östlich, der vom südlich der Gleise gelegenen neuen Empfangsgebäude zur Mittelinsel führt. Um vom Empfangsgebäude zum nördlichsten Bahnsteig oder zum Nordeingang zu gelangen, musste zwischen beiden Tunneln gewechselt werden. Seit November 2018 führt der neue Tunnel vom Empfangsgebäude durch zu allen Bahnsteigen und zur Nordseite des Bahnhofs. Der neue Tunnelausgang liegt im Bereich des ehemaligen Großenhainer Bahnhofs und ist barrierefrei per Aufzug zugänglich. Im Zuge des Tunnelbaus entstanden Fahrradabstellmöglichkeiten sowie Parkplätze auf dem neuen nördlichen Vorplatz.

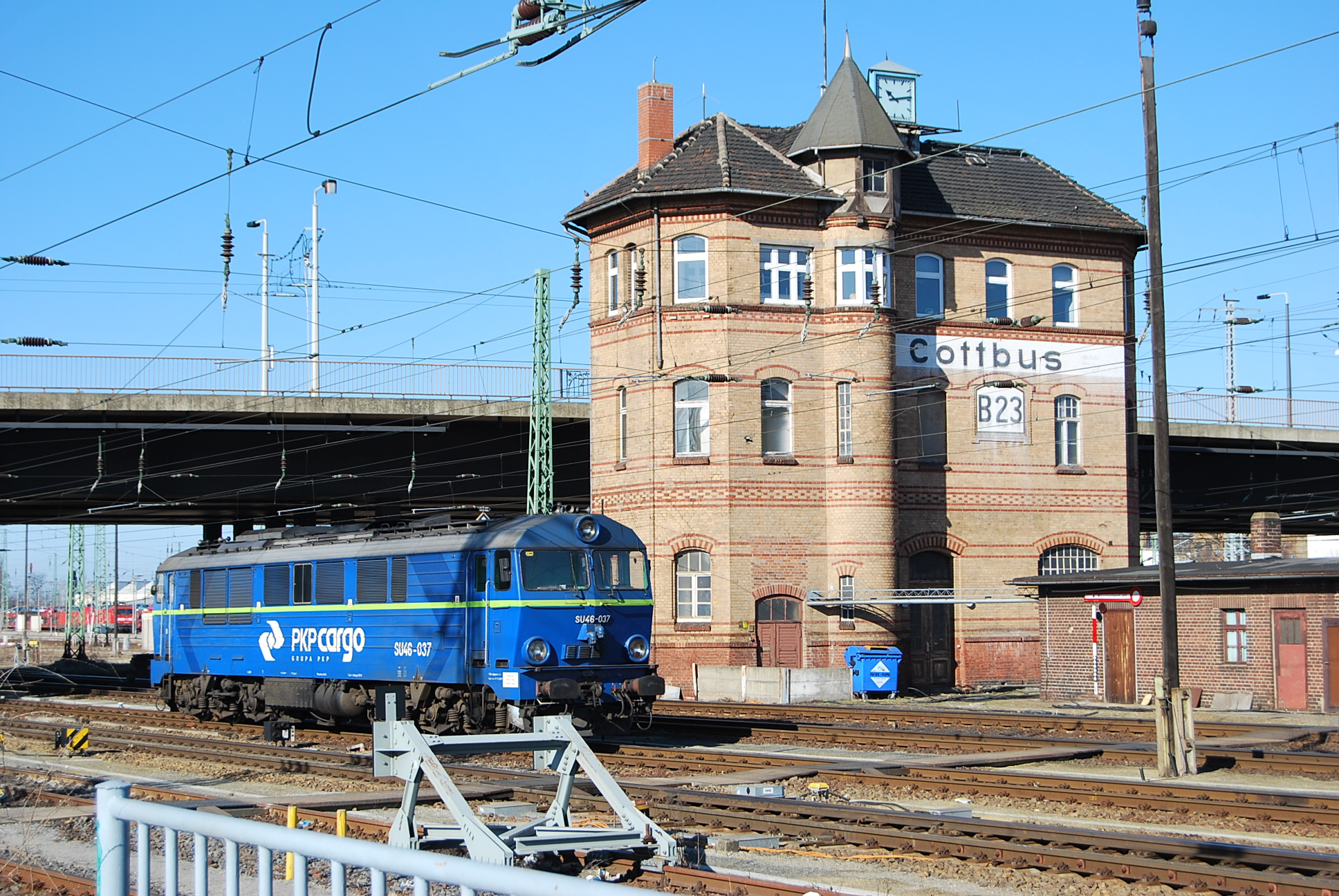
Denkmalgeschütztes Stellwerk B23

Am Nordeingang gibt es keine Fahrgastabfertigungsanlagen oder Warteräume. Zwischen Nordeingang und den Bahnsteigen befinden sich Anlagen für den Güterverkehr. Diese sind zum größten Teil nicht mehr in Betrieb, so unter anderem die Güterabfertigung und das Containerterminal.
Im Empfangsgebäude befinden sich Reisezentrum, diverse gastronomische Einrichtungen, Buchladen, ein Laden mit lokalen Produkten. Wartemöglichkeiten gibt es direkt in der beheizten Bahnhofshalle.
Direkt vor dem Empfangsgebäude ist die Haltestelle der Straßenbahnlinien 1, 2 und 4 sowie der meisten Buslinien im neugebauten ÖPNV-Terminal.
Unter Denkmalschutz steht das Stellwerk B23 östlich der Bahnhofsbrücke, das seit dem Anschluss des Bahnhofs an ein elektronisches Stellwerk nicht mehr in Betrieb ist. Ebenfalls auf der Denkmalliste stehen die Gebäude des Spreewaldbahnhofs und des Bahnhofs der Großenhain-Cottbuser Eisenbahn nördlich der Bahngleise.

## „Cottbus Hauptbahnhof“
Bis 2000 war der Bahnhof der einzige Personenbahnhof der Stadt. Eine Unterscheidung durch Namenszusätze war nicht erforderlich. Seitdem entstand der Haltepunkt Cottbus-Sandow, auch die verlegten Haltepunkte Cottbus-Merzdorf und Cottbus-Willmersdorf Nord in eingemeindeten Vororten tragen nun ein Cottbus im Namen. Mit dem Umbau für die Bundesgartenschau 1995 wurde „Bahnhof Cottbus“ an der Außenfassade durch „Cottbus Hauptbahnhof“ ersetzt. Bahnamtlich wird der Bahnhof Cottbus aber erst ab Dezember 2018 als Cottbus Hbf bezeichnet, was zur Folge hatte, dass bereits neu angebrachte Bahnhofsschilder an den modernisierten Bahnsteigen wieder ausgewechselt werden mussten.
Sowohl der Verkehrsverbund Berlin-Brandenburg als auch die städtischen Verkehrsbetriebe von Cottbus – Cottbusverkehr – nannten diese Station in ihren Auskunftsmedien schon lange zuvor „Cottbus Hauptbahnhof“.

## Verkehrsangebot
Im Fahrplanjahr 2025 wird Cottbus von folgenden Linien bedient:
| Linie | Linienverlauf | Takt (min)                                              | EVU                   |
| ----- | --- | ------------------------------------------------------- | --------------------- |
| IC 56 | Cottbus – Berlin – Magdeburg – Hannover – Bremen – Oldenburg – Emden (– Norddeich Mole/Emden Außenhafen)           | einzelner Zug                                           | DB Fernverkehr        |
| RE 1  | Cottbus – Guben – Eisenhüttenstadt – Frankfurt – Berlin – Potsdam – Brandenburg – Magdeburg                        | einzelne Züge (Montag bis Freitag)                      | Ostdeutsche Eisenbahn |
| RE 2  | Cottbus – Lübben – Königs Wusterhausen – Berlin Alexanderplatz – Berlin-Spandau – Nauen                            | 060                                                     | DB Regio Nordost      |
| RE 10 | Frankfurt – Eisenhüttenstadt – Guben – Cottbus – Finsterwalde – Falkenberg – Torgau – Eilenburg – Leipzig          | 120 (*)                                                 | DB Regio Nordost      |
| RE 13 | Cottbus – Neupetershain – Senftenberg – Ruhland – Plessa – Elsterwerda-Biehla – Elsterwerda (Linie verkehrt Mo–Fr) | 060 (Cottbus–Senftenberg) 120 (Senftenberg–Elsterwerda) | DB Regio Nordost      |
| RE 18 | Cottbus – Neupetershain – Senftenberg – Ruhland – Priestewitz – Coswig – Dresden                                   | 120                                                     | DB Regio Nordost      |
| RB 43 | Frankfurt – Eisenhüttenstadt – Guben – Cottbus – Finsterwalde – Doberlug-Kirchhain – Falkenberg                    | 120 (*)                                                 | DB Regio Nordost      |
| RB 46 | Cottbus – Cottbus-Sandow – Klinge – Forst (Lausitz)                                                                | 060 (mit Taktlücken, wenn RB 93 verkehrt)               | Ostdeutsche Eisenbahn |
| RB 49 | Cottbus – Neupetershain – Senftenberg – Ruhland – Plessa – Elsterwerda-Biehla – Falkenberg                         | 120                                                     | DB Regio Nordost      |
| RB 65 | Cottbus – Spremberg – Weißwasser – Horka – Görlitz – Hagenwerder – Zittau                                          | 060                                                     | Ostdeutsche Eisenbahn |
| RB 93 | Cottbus – Cottbus-Sandow – Klinge – Forst (Lausitz) – Żary – Żagań                                                 | 180 (Montag bis Freitag, statt RB 46)                   | DB Regio Nordost      |

(*) Die Linien RE 10 und RB 43 überlagern sich zwischen Frankfurt (Oder) und Cottbus zu einem Stundentakt.

## Bahnhofssanierung

### Planungen

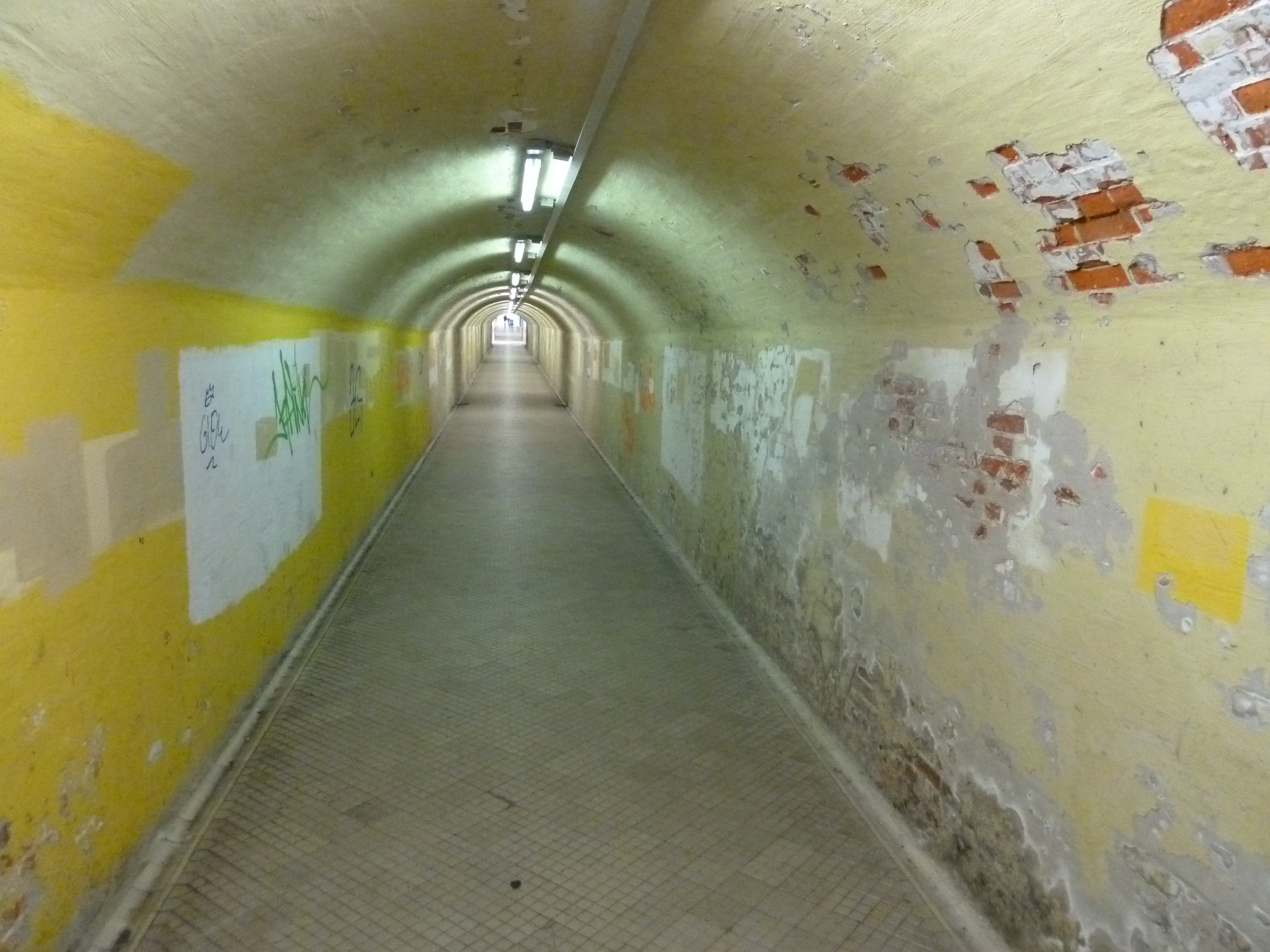
Der Spreewaldtunnel sollte ursprünglich 2014 außer Betrieb gehen, blieb jedoch bis 2018 geöffnet.

Der Bahnhof war nach dem Umbau in den 1970er Jahren in vielerlei Hinsicht ein Provisorium geblieben, so fehlte etwa ein durchgehender Personentunnel.
Ende 2008 beantragte die DB Netz AG beim Eisenbahn-Bundesamt den Rückbau weiter Teile der Infrastruktur des einstigen Containerterminals an der Nordseite des Bahnhofs. Die Deutsche Bahn plante seit 2008 den Umbau des Bahnhofs, rund 100 Millionen Euro waren veranschlagt, um alle Gleisanlagen und Bahnsteige des Personenbahnhofs bis 2011 neu zu bauen.
Die Umbaupläne wurden zunächst auf 2014 verschoben. Als Ersatz für den alten Spreewaldtunnel sollte der östliche, neuere Tunnel verlängert werden und alle Bahnsteige erschließen. Die Deutsche Bahn wollte jedoch einen nördlichen Ausgang nicht finanzieren. Dadurch hätte sich mit Schließung des Spreewaldtunnels der Fußweg in die nördlich angrenzenden Wohngebiete und in die Innenstadt deutlich verlängert. Im August 2012 beschloss die Stadt Cottbus, Mittel für die Planung der Verbreiterung des östlichen Bahnhofstunnels als Voraussetzung für dessen Verlängerung bereitzustellen.
Im Mai 2013 gaben Deutsche Bahn und Landesregierung bekannt, den Cottbuser Bahnhof bis 2017 umzubauen und hierfür 23 Millionen Euro zu investieren. Die Bahnsteige sollen erneuert und mit Aufzügen ausgestattet werden. Die Stadt plante ursprünglich bis 2015 einen Ausbau des Bahnhofsvorplatzes, dort sollen der gesamte städtische sowie der Nah- und Fernverkehr gebündelt werden. Im Mai 2014 wurde bekannt, dass die Umbauarbeiten nicht vor 2016 beginnen.

### Umsetzung

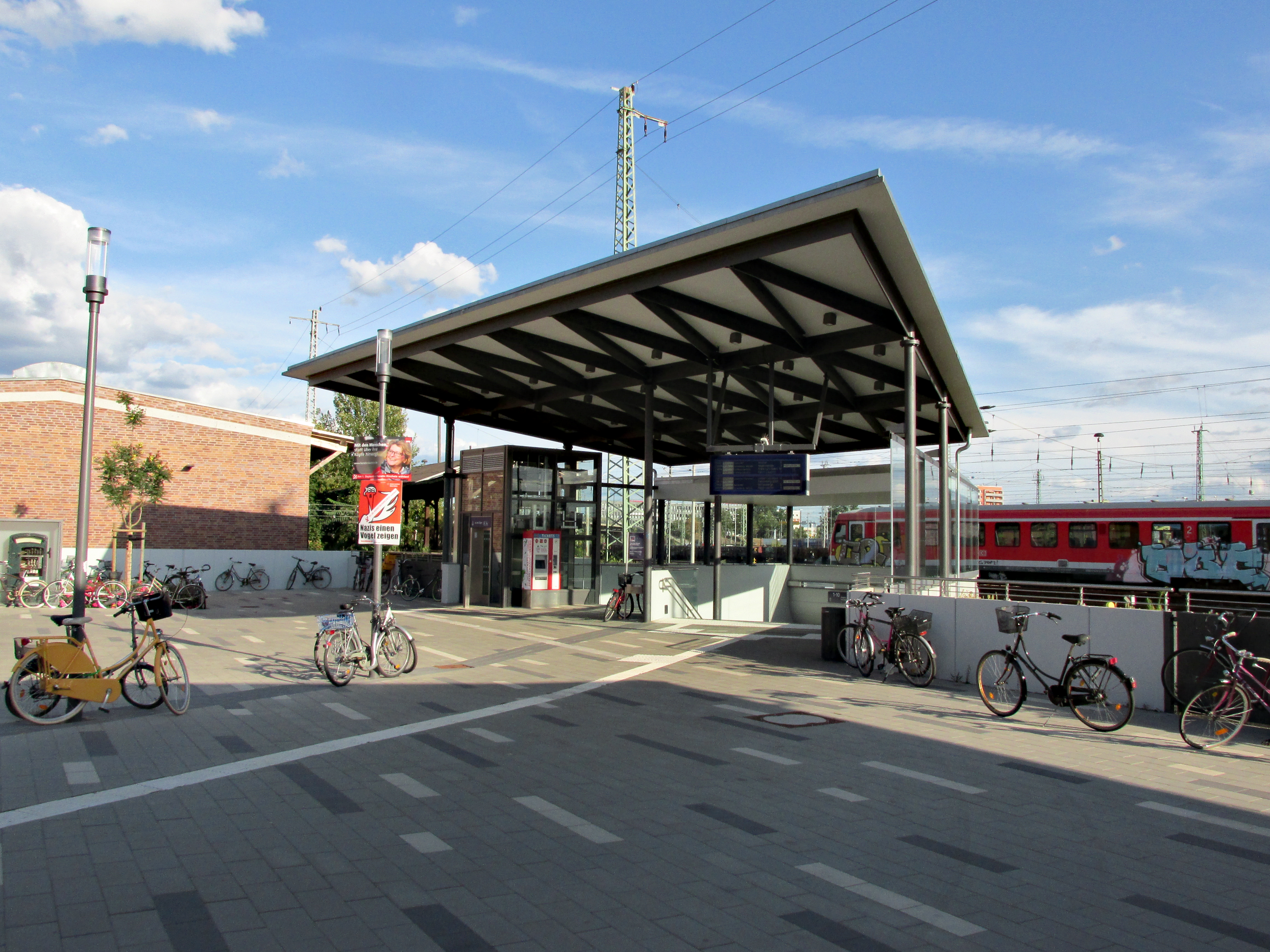
Nordausgang des neuen Bahnsteigtunnels in der Güterzufuhrstraße

Am 11. Dezember 2015 fand der erste Spatenstich für den Bahnhofsumbau statt. Nach einer mehrmonatigen Kampfmittelbeseitigung auf dem Bahnhofsvorplatz begannen dort im Herbst 2016 die eigentlichen Bautätigkeiten. Darüber hinaus erfolgte eine Anpassung des elektronischen Stellwerkes. Parallel begannen die Arbeiten für die Verlängerung des Bahnhofstunnels nach Norden mit Baustart am 8. April 2016, am 6. März 2017 erfolgte der Durchbruch. Die Stadt Cottbus beteiligt sich an diesem Bauabschnitt mit sechs Millionen Euro. Die Fertigstellung des neuen Tunnels samt nördlichem Vorplatz war für Mitte 2017 geplant, die Freigabe für Ende 2017. Im Sommer 2017 wurde als neuer Freigabetermin Herbst 2018 genannt. Anfang 2017 startete die Erneuerung der Bahnsteige. Begonnen wurde mit dem Bahnsteig 9/10, dessen Freigabe am 18. Juni 2017 erfolgte. Anschließend erfolgten die Arbeiten an Bahnsteig 7/8, der am 10. Dezember 2017 freigegeben wurde. 2018 folgten die Bahnsteige 2/3 (Fertigstellung am 17. Juni 2018) und 4/5 (Freigabe am 21. Dezember 2018), 2019 die Bahnsteige 6 (Inbetriebnahme am 5. Juli 2019) und 1 (Freigabe Mai 2020). Sie wurden barrierefrei mit Aufzügen ausgestattet, auf eine Bahnsteighöhe von 55 Zentimetern erhöht und erhielten Überdachungen und Sitzmöglichkeiten direkt an den Zugängen. Der durchgehende Bahnsteigtunnel wurde am 21. November 2018 eröffnet. Im März 2020 wurde abschließend der alte Spreewaldtunnel verfüllt. Insgesamt investierte die Deutsche Bahn, das Land Brandenburg und die Stadt Cottbus zusammen rund 30 Millionen Euro in den Umbau.

### Zentraler Verkehrsknotenpunkt Bahnhofsvorplatz

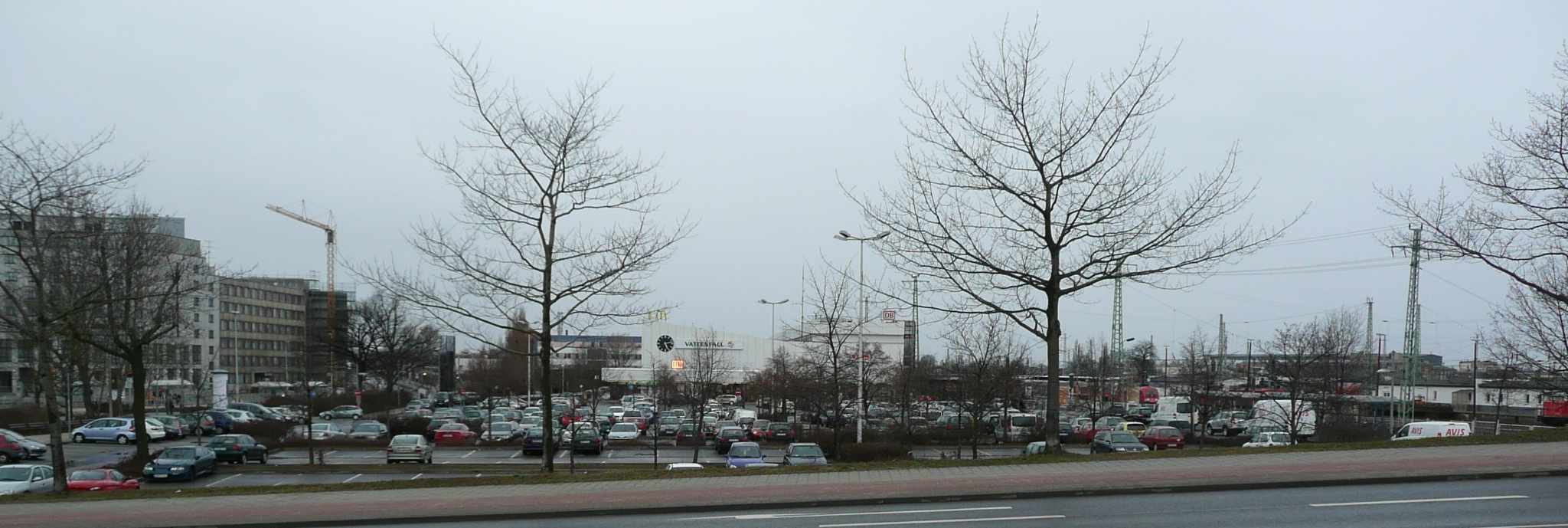
Blick über den Bahnhofsvorplatz vor dem Umbau

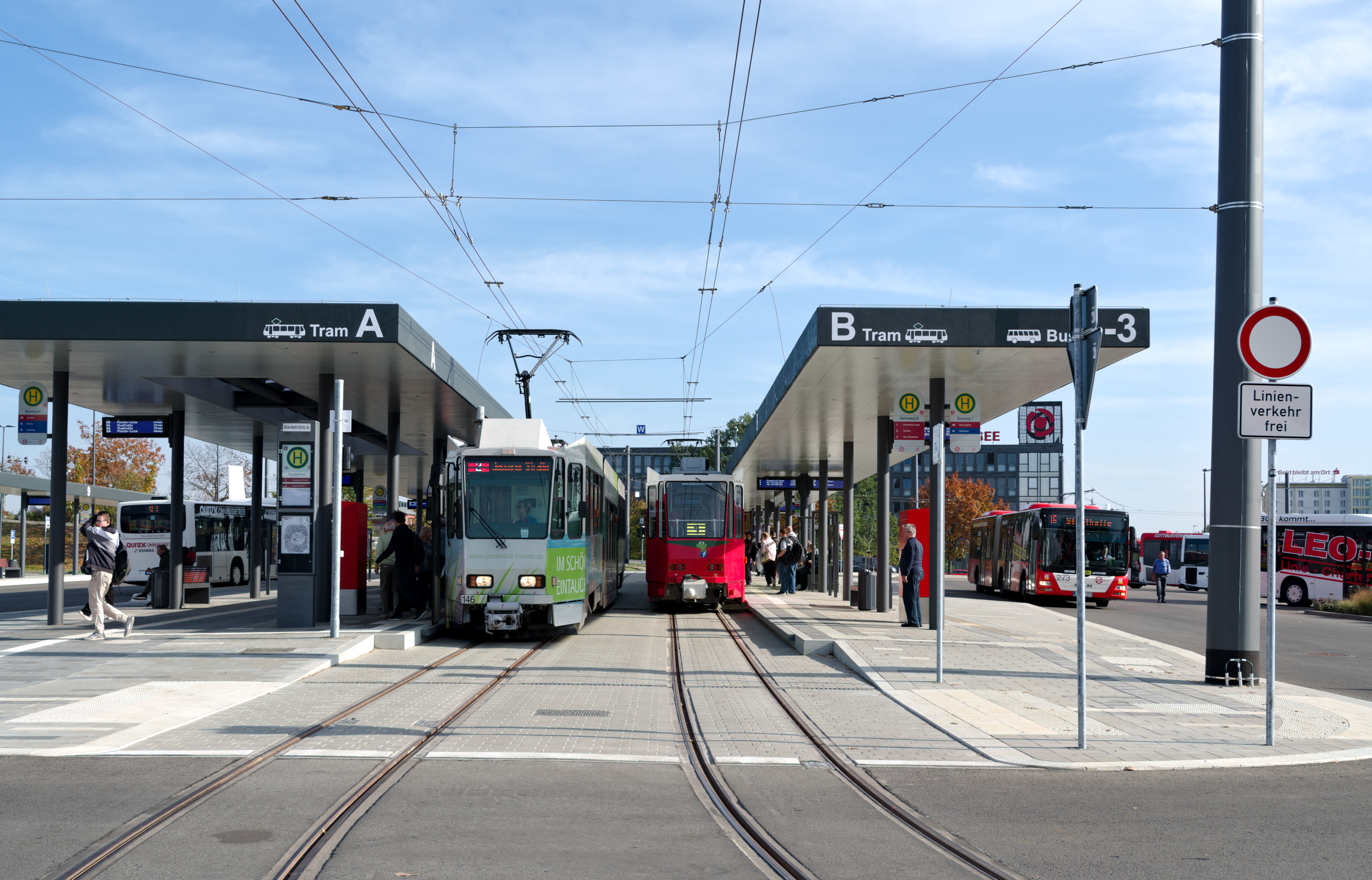
Die Zentralhaltestelle am ersten Betriebstag

Parallel baute die Stadt seit Herbst 2016 den Bahnhofsvorplatz als Bestandteil des „Klimagerechten Mobilitätszentrum Cottbus“ um. Für diesen Verkehrsknotenpunkt wurde der Busbahnhof aus der Marienstraße auf den Vorplatz verlegt und erhielt neun Bussteige. Zudem wurde eine zentrale Straßenbahn-Haltestelle für fast alle Linien gebaut, um die alte Situation mit drei verschiedenen Haltestellen in den umliegenden Straßen zu beenden.; lediglich die Linie 3 (Madlow–Ströbitz) verkehrt weiterhin auf ihrer alten Route, da der Umweg über den Hauptbahnhof die Fahrtzeiten in die Innenstadt unnötig verlängert hätte. Als Ausgleich wurde die neue Buslinie 9 Südeck–Sportzentrum–Hauptbahnhof über Straße der Jugend eingerichtet, welche im Stundentakt verkehrt und auf die Abfahrtszeiten der Regionalzüge abgestimmt ist.

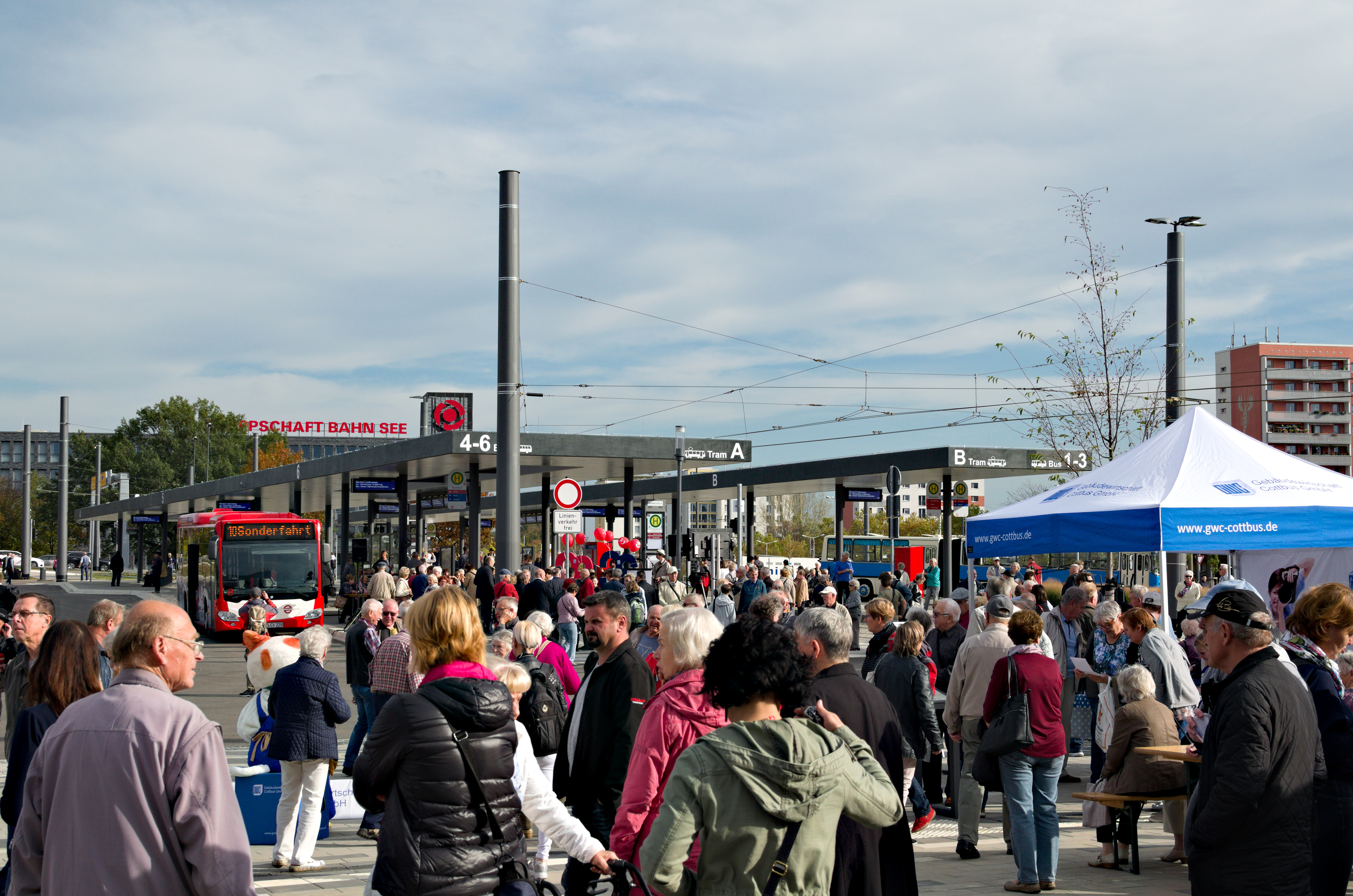
Eröffnungsfeier am 21. Oktober 2019

Aus Richtung Stadtring ist die neue Haltestelle zudem als Wendeschleife nutzbar und wird als solche von der Linie 1 (Hauptbahnhof–Schmellwitz Anger) befahren. Auf der Südseite des Empfangsgebäudes wurde eine Fahrradabstellanlage mit 260 Stellplätzen eingerichtet. Insgesamt investierte die Stadt Cottbus rund zwölf Millionen Euro in den Verkehrsknotenpunkt. Die Inbetriebnahme wurde zwischenzeitlich mehrmals verschoben: von ursprünglich Mai 2019 auf August 2019 und zuletzt auf Herbst 2019. Ursache dafür war die nicht termingerechte Fertigstellung des Haltestellendaches der neuen Straßenbahnhaltestelle infolge von Lieferverzögerungen der Bauteile und Personalknappheit. Der neue Bahnhofsvorplatz wurde schließlich am 21. Oktober 2019 feierlich eingeweiht und am Morgen des folgenden Tages in Betrieb genommen.

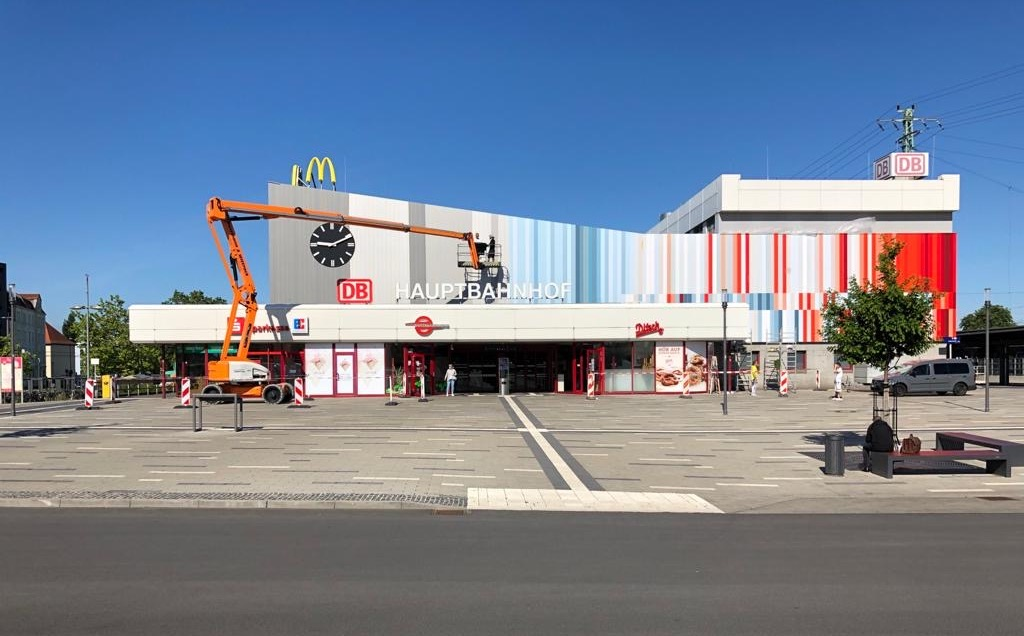
Bahnhofsvorplatz und die mit Klimastreifen neu gestaltete Seitenfassade (Juni 2020)

Nach dreieinhalb Jahren endete im Mai 2020 mit der Fertigstellung des Bahnsteigs 1 die Modernisierung des Hauptbahnhofs. Die Investitionssumme für die Instandsetzung der Bahnsteige, des Tunnels und der technischen Anlagen beläuft sich auf 30 Millionen Euro. Im Zuge der Modernisierung wurde auch die Fassade des Empfangsgebäudes farblich neu gestaltet, Medien berichteten anschließend, eine Seite sei bewusst mit Klimastreifen versehen worden. Die Deutsche Bahn sowie das zuständige Architekturbüro dagegen gaben an, die Ähnlichkeit zu den Klimastreifen sei nur zufällig und die Neugestaltung der Fassade sei eine Interpretation des Bahnhofsdesigns von 1978, außerdem habe man sich an einem Bild des Cottbusser Himmels und der roten Farbe der Regionalbahnen orientiert.

### Parkplätze
Für Langzeitparker wurde bereits 2014 ein neuer kostenlos nutzbarer Parkplatz auf der Westseite des Empfangsgebäudes mit 286 Stellplätzen eröffnet, wofür 2,3 Millionen Euro investiert wurden. Eine für Oktober 2016 geplante Erweiterung wurde gestrichen, nachdem eine Kontamination des Geländes festgestellt wurde. Für die Dauer der Bauarbeiten wurden auf der Fläche des früheren Containerbahnhofs am Spreewaldbahnhof 156 Stellplätze geschaffen, um den Wegfall der 219 Langzeit- und 70 Kurzzeitparkplätze auf dem Vorplatz zu kompensieren. Beide Maßnahmen sollten zusammen rund 310.000 Euro kosten. Eine Erweiterung der Stellplätze auf der Nordseite ist bei Bedarf möglich. Neben dem Empfangsgebäude entstehen 83 Kurzzeitparkplätze, sechs sogenannte Kiss-and-ride-Plätze sowie 20 Taxistellplätze.